# إدغار كوستا
إدغار كوستا (14 أبريل 1987 بكامارا دي لوبوس في البرتغال - ) هو لاعب كرة قدم برتغالي في مركز الهجوم. شارك مع منتخب البرتغال تحت 19 سنة لكرة القدم. أما مع النوادي، فقد لعب مع موريرينسي ونادي أونياو دا ماديرا ونادي ماريتيمو وناسيونال ماديرا.

## روابط خارجية
- إدغار كوستا على موقع قاعدة بيانات كرة القدم.إي يو (الإنجليزية)
- إدغار كوستا على موقع Soccerway.com (الإنجليزية)
- إدغار كوستا على موقع AS.com (الإسبانية)